# Rempotage

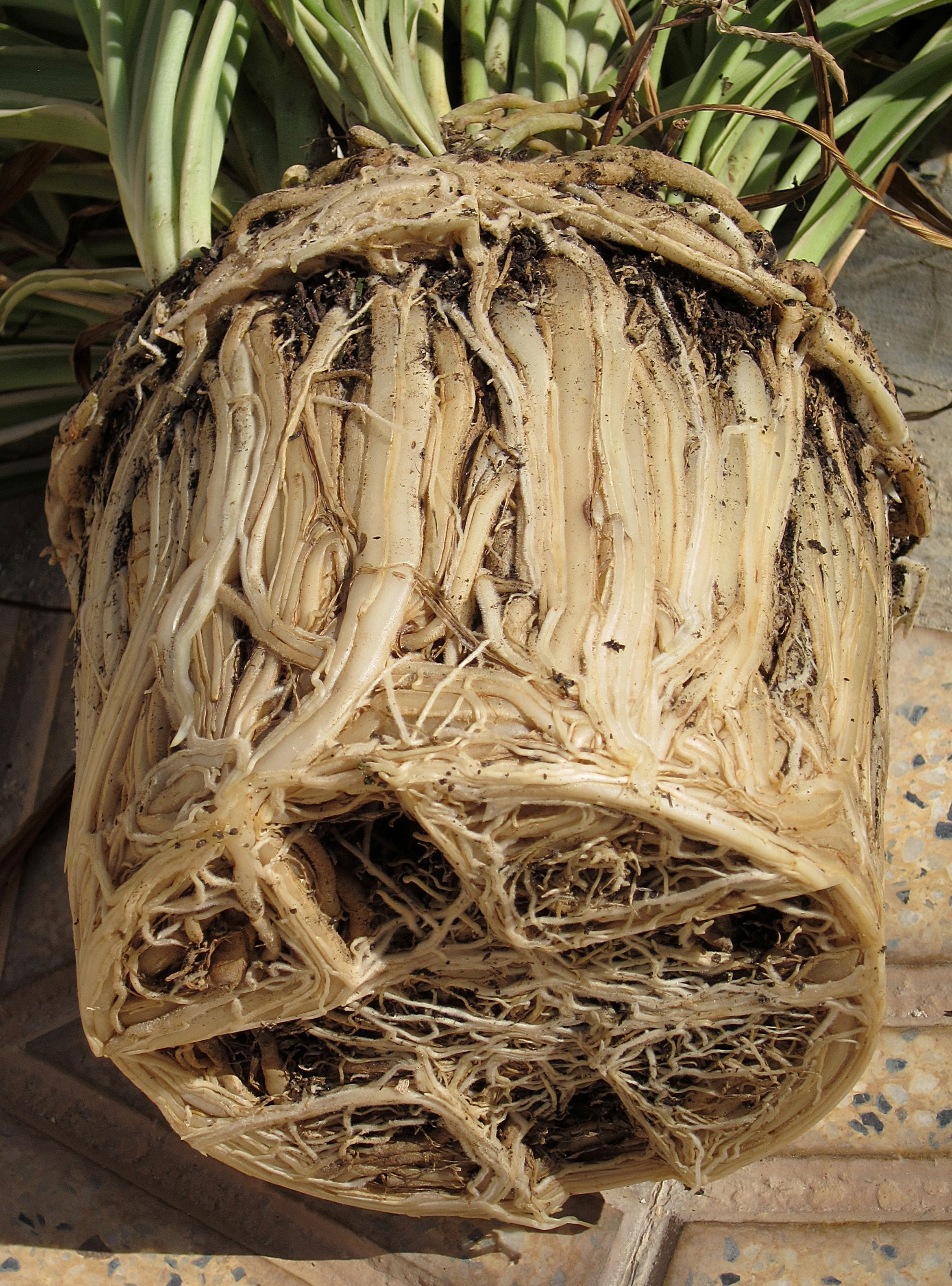
Chlorophytum nécessitant un rempotage car les racines n'ont pas la place de se développer

Le rempotage est une opération d'horticulture visant à changer une plante de pot pour permettre un meilleur développement des racines. L'opération nécessite de déterminer la taille du nouveau pot et le terreau adapté,,,.
Cette opération est nécessaire lorsque les racines n'ont plus de place pour se développer ou lorsque les nutriments contenus dans la terre sont épuisés. Une plante d'intérieur se rempote environ tous les 2-3 ans et durant la période de fin février à début mars.